# Ngôn ngữ phụ trợ quốc tế
Một ngôn ngữ phụ trợ quốc tế  (trong tiếng Anh đôi khi được viết tắt là IAL hoặc auxlang) hoặc interl Language là một ngôn ngữ có nghĩa là để giao tiếp giữa những người từ các quốc gia khác nhau không chia sẻ chung ngôn ngữ đầu tiên. Một ngôn ngữ phụ trợ chủ yếu là ngoại ngữ.
Ngôn ngữ của các xã hội thống trị trong nhiều thế kỷ đã phục vụ như các lingua franca đôi khi đã đạt đến cấp độ quốc tế. Tiếng Latinh, tiếng Hy Lạp và Lingua Franca Địa Trung Hải đã được sử dụng trong quá khứ và tiếng Ả Rập chuẩn, tiếng Trung, tiếng Anh, tiếng Pháp, tiếng Bồ Đào Nha, tiếng Nga và tiếng Tây Ban Nha đã được sử dụng như vậy trong thời gian gần đây ở nhiều nơi trên thế giới.
Tuy nhiên, vì các lingua franca có truyền thống gắn liền với sự thống trị rất lớn về văn hóa, chính trị và kinh tế, khiến chúng trở nên phổ biến, chúng cũng thường gặp phải sự kháng cự. Vì lý do này và các lý do khác, một số người đã chuyển sang ý tưởng quảng bá một ngôn ngữ nhân tạo hoặc ngôn ngữ được xây dựng như một giải pháp khả thi, bằng ngôn ngữ "phụ trợ". Thuật ngữ "phụ trợ" ngụ ý rằng nó được dự định là một ngôn ngữ bổ sung cho người dân trên thế giới, thay vì thay thế ngôn ngữ bản địa của họ. Thông thường, thuật ngữ này được sử dụng để chỉ các ngôn ngữ được lên kế hoạch hoặc xây dựng được đề xuất cụ thể để giảm bớt giao tiếp quốc tế, chẳng hạn như Esperanto, Ido và Interlingua. Tuy nhiên, nó cũng có thể đề cập đến khái niệm ngôn ngữ như vậy được xác định bởi sự đồng thuận quốc tế, bao gồm cả ngôn ngữ tự nhiên được tiêu chuẩn hóa (ví dụ: tiếng Anh quốc tế), và cũng đã được kết nối với dự án xây dựng ngôn ngữ toàn cầu.

## Lịch sử
Việc sử dụng ngôn ngữ phụ trợ trung gian (còn được gọi là "ngôn ngữ làm việc", "ngôn ngữ cầu nối", "ngôn ngữ chính" hoặc "ngôn ngữ thống nhất") để có thể giao tiếp giữa những người không chia sẻ ngôn ngữ thứ nhất, đặc biệt khi đó là ngôn ngữ thứ ba ngôn ngữ, khác biệt với cả hai ngôn ngữ mẹ đẻ, có thể gần như cũ như chính ngôn ngữ. Chắc chắn chúng đã tồn tại từ thời cổ đại. Latin và Hy Lạp (hoặc tiếng Hy Lạp Koiné) là ngôn ngữ trung gian của tất cả các khu vực của Mediterraneum; Akkadian, và sau đó Aramaic, vẫn là ngôn ngữ chung của một phần lớn Tây Á thông qua một số đế chế trước đó. Những ngôn ngữ tự nhiên như vậy được sử dụng để giao tiếp giữa những người không chia sẻ cùng một ngôn ngữ mẹ đẻ được gọi là lingua francas.

### Ngôn ngữ quốc tế tự nhiên: các lingua franca
Các lingua franca đã xuất hiện trên toàn cầu trong suốt lịch sử loài người, đôi khi vì lý do thương mại (còn gọi là "ngôn ngữ thương mại") mà còn vì sự thuận tiện về ngoại giao và hành chính, và như một phương tiện trao đổi thông tin giữa các nhà khoa học và các học giả khác có quốc tịch khác nhau. Thuật ngữ này bắt nguồn từ một ngôn ngữ như vậy, Lingua Franca Địa Trung Hải, một ngôn ngữ pidgin được sử dụng làm ngôn ngữ thương mại trong khu vực Địa Trung Hải từ thế kỷ 11 đến thế kỷ 19. Ví dụ về lingua franca vẫn còn rất nhiều, và tồn tại ở mọi châu lục. Ví dụ rõ ràng nhất vào đầu thế kỷ 21 là tiếng Anh. Có nhiều lingua franca khác tập trung vào các khu vực cụ thể, chẳng hạn như tiếng Ả Rập, Trung Quốc, Pháp, Hy Lạp, Bồ Đào Nha, Nga và Tây Ban Nha.

### Ngôn ngữ được xây dựng
Vì tất cả các ngôn ngữ tự nhiên thể hiện một số điểm bất thường trong ngữ pháp khiến chúng khó học hơn và chúng cũng liên quan đến sự thống trị quốc gia và văn hóa của quốc gia nói tiếng mẹ đẻ của nó, nên sự chú ý bắt đầu tập trung vào ý tưởng tạo ra một ngôn ngữ nhân tạo hoặc được xây dựng như một giải pháp có thể. Khái niệm đơn giản hóa một ngôn ngữ hiện có để biến nó thành ngôn ngữ phụ trợ đã có trong  Encyclopédie  của thế kỷ 18, trong đó Joachim Faiguet de Villeneuve, trong bài viết về  Langue, đã viết một đề xuất ngắn về một "ngữ pháp" hoặc ngữ pháp chính quy của tiếng Pháp.
Một số ngôn ngữ triết học của thế kỷ thứ 17 thế kỷ 18 có thể được coi là proto-auxlang, vì chúng được các nhà sáng tạo của họ dự định làm cầu nối giữa những người thuộc các ngôn ngữ khác nhau cũng như để phân tán và làm rõ suy nghĩ. Tuy nhiên, hầu hết hoặc tất cả các ngôn ngữ này, theo như những gì có thể được nói từ các ấn phẩm còn tồn tại về chúng, quá chưa hoàn chỉnh và chưa hoàn thành để phục vụ như là các ngôn ngữ phụ trợ (hoặc cho bất kỳ mục đích thực tế nào khác). Các ngôn ngữ được xây dựng hoàn chỉnh đầu tiên mà chúng ta biết đến, cũng như các ngôn ngữ được xây dựng đầu tiên được phát minh chủ yếu là các ngôn ngữ phụ trợ, có nguồn gốc từ thế kỷ 19; Solresol bởi François Sudre (1787-1862), một ngôn ngữ dựa trên các nốt nhạc, là người đầu tiên thu hút được sự chú ý rộng rãi mặc dù không, rõ ràng là những người nói trôi chảy.